# استجواب المسلحين في الحرب الفلسطينية الإسرائيلية
أدت الحرب الفلسطينية الإسرائيلية عام 2023 إلى برنامج استجواب مكثف لوكالات المخابرات الإسرائيلية، وخاصة وكالة الأمن الداخلي الإسرائيلي، الشاباك والوحدة 504 التابعة للجيش الإسرائيلي، لمقاتلي حركة حماس الأسرى. في أعقاب عملية طوفان الأقصى، والذي أسفر عن أسر أكثر من 600 مسلح في إسرائيل. وزعمت إسرائيل أن استجواب المشتبه بهم كشف عن رؤى مهمة حول استراتيجيات المجموعة وأيديولوجياتها وأساليبها العملياتية التي لعبت دورًا حاسمًا في الرد العسكري الإسرائيلي وفي تشكيل الفهم العالمي للصراع.
وتساءلت العديد من المصادر الإخبارية، التي قامت بتحليل مقاطع الفيديو، عما إذا كانت الاعترافات قد انتزعت تحت الإكراه، في حين أثار الأفراد ومنظمات حقوق الإنسان قلقًا كبيرًا بشأن مزاعم التعذيب والإساءات الشديدة أثناء الاستجواب.

## خلفية
انخرطت حركة حماس، وهي الجماعة الإسلامية الفلسطينية التي تدير قطاع غزة منذ عام 2006، في صراع طويل الأمد مع إسرائيل. وتعتبر إسرائيل والولايات المتحدة والاتحاد الأوروبي، من بين دول أخرى، حماس منظمة إرهابية. في 7 أكتوبر 2023، كان الهجوم المفاجئ الكبير الذي شنته حماس على جنوب إسرائيل بمثابة تصعيد كبير في الصراع المستمر بين إسرائيل وحماس. ووفقاً لقوات الدفاع الإسرائيلية، دخل ما يقدر بنحو 3000 مسلح بقيادة حماس إلى إسرائيل أثناء عملية طوفان الأقصى. تميز الهجوم بحجمه وكثافته، حيث زُعم أن المسلحين استهدفوا المدنيين الإسرائيليين والقواعد العسكرية، مما أدى إلى مقتل حوالي 1200 شخص في إسرائيل (وفقًا لإسرائيل، معظمهم مدنيين)، وأسر ما يقرب من 245 عسكريًا. الأسرى والمختطفين المدنيين، من مختلف الأعمار، نقلوا إلى داخل قطاع غزة. وبحسب ما ورد اعتقل الجيش الإسرائيلي 600 مسلح في أعقاب هجوم حماس.

## استجواب المعتقلين في إسرائيل
كشفت التحقيقات مع المعتقلين الذين أسرتهم إسرائيل بعد هجوم 7 أكتوبر/تشرين الأول، وبحسب الجيش الإسرائيلي، أن قادة حماس، الذين يتمتعون أيضا بسلطة دينية، أجازوا استهداف المدنيين، بمن فيهم الأطفال والنساء وكبار السن. ووصف الجيش الإسرائيلي هذه التصريحات بأنها أدلة تشير إلى خطة متعمدة ومنظمة من جانب حماس لإيقاع أكبر عدد من الضحايا بين المدنيين.
وقد قدمت استجوابات المعتقلين، التي أجراها في المقام الأول جهاز الشين بت والوحدة 504 التابعة لالجيش الإسرائيلي، وفقًا لمصادر الدفاع الإسرائيلية، وصفًا تفصيليًا للأحداث والمهاجمين. أحد المهاجمين، وهو عضو في وحدة كوماندوز النخبة التابعة لحماس، قدم وصفًا لمذبحة كفار عزة، قائلاً إن المهمة الأساسية لمجموعته كانت قتل المدنيين بدلاً من أخذ الرهائن. وعقدت جلسات الاستجواب على مدى أربعة أسابيع، معظمها في أحد سجون جنوب إسرائيل، وانتهت في أوائل نوفمبر/تشرين الثاني.
خلال التحقيق، وفقًا لمقاطع الفيديو التي نشرتها وحدة المتحدث باسم الجيش الإسرائيلي، روى المعتقل كيف دخلت مجموعته إلى كفار عزة في سيارة جيب، وفجروا البوابة بعبوة ناسفة، ثم شرعوا في مهاجمة السكان بالأسلحة النارية والقنابل اليدوية. واعترف المعتقل بأن مثل هذه الأفعال لا تسمح بها تعاليم الإسلام، التي لا تسمح بالقتل العمد للأطفال. وعندما سُئل عن الفرق بين حماس وتنظيم الدولة الإسلامية، قال إنه في مقاطع الفيديو التي عرضها عليه المحققون، كانت تصرفات حماس مماثلة لتلك التي قام بها داعش. وفي مقطع فيديو آخر نشره الجيش الإسرائيلي، قال أحد المعتقلين إنه تمنح مكافأة قدرها 10 آلاف دولار وشقة كمكافأة لجلب الرهائن إلى غزة.

### الاستخدام العسكري المزعوم للأنفاق والمرافق الطبية
وفي لقطات استجواب إضافية نشرها الجيش الإسرائيلي، أوضح معتقل آخر، وهو عضو في النخبة، أن الأنفاق العسكرية التي تستخدمها حماس تمر تحت الأحياء وتحت المستشفيات، بما في ذلك مستشفى الشفاء في غزة. وذكر أن هذه المواقع يتم استغلالها لعلمها بأن إسرائيل ستتجنب استهدافها، مما يجعلها مواقع آمنة لتخزين المتفجرات والأسلحة وغيرها من المواد. علاوة على ذلك، ادعى المسلح، في الفيديو، أن حماس تخزن إمدادات الوقود، وتعطي الأولوية لآلاتها ومركباتها لتوزيعها على سكان غزة. وكان الكشف الآخر هو اعتراف أحد المسلحين بأن حماس تستخدم سيارات الإسعاف لنقل الأسلحة ومسلحيها عبر قطاع غزة. يستغل هذا التكتيك المظهر المدني لسيارات الإسعاف لتجنب اكتشافها وقصفها من سلاح الجو الإسرائيلي. وكشف عن أن كبار الشخصيات السياسية والعسكرية في حماس يستخدمون المستشفيات، وخاصة مستشفى الشفاء، كمخابئ وقواعد عملياتية، مستغلين الوضع المدني للمستشفيات لتجنب الغارات الجوية.

### استجواب المعتقلين في غزة
خلال الحرب الفلسطينية الإسرائيلية عام 2023، أجرى الجيش الإسرائيلي عمليات برية واسعة النطاق في قطاع غزة، والتي استهدفت معاقل حماس كما يقولون. وخلال هذه العمليات، أبلغ الجيش عن اعتقال مئات الأفراد الإضافيين المشتبه في تورطهم فيما وصفوه بالإرهاب. وجرت هذه الاعتقالات في عدة مناطق وصفتها السلطات الإسرائيلية بأنها معاقل لحماس، بما في ذلك مخيم الشجاعية وجباليا للاجئين في شمال غزة، وكذلك خان يونس في الجنوب.
وقد تعاونت وحدة استخبارات الجيش الإسرائيلي مع جهاز الأمن الداخلي الإسرائيلي الشين بت، لاعتقال 150 مشتبهاً إضافياً، من بينهم نشطاء معروفون في حماس من منطقة جباليا. واستجوب بعض المشتبه بهم في وقت الاعتقال من الوحدة 504 داخل غزة، وأكد الجيش الإسرائيلي ذلك.

## الاعتراف القسري والتعذيب
قد أبلغ العديد من المعتقلين الفلسطينيين عن تعرضهم للتعذيب أثناء الاستجواب على يد القوات الإسرائيلية، الأمر الذي أثار قلقاً كبيراً بين جماعات حقوق الإنسان الدولية، مثل منظمة العفو الدولية. وقال أحد المعتقلين لمنظمة العفو الدولية إن المحققين الإسرائيليين ضربوه ضرباً مبرحاً، مما أدى إلى كسر ثلاثة من أضلاعه، وأمروا المعتقلين الفلسطينيين بـ "الثناء على إسرائيل ولعن حماس".
في 25 أكتوبر، قامت وكالة أسوشيتد برس بتحليل ستة مقاطع فيديو للاستجواب نشرتها إسرائيل وقالت إن المحتجزين كانوا يتحدثون تحت الإكراه. وفي مقاطع الفيديو، كانوا ملطخين بالدماء ويتألمون. وبالمثل، في 29 أكتوبر/تشرين الأول، ذكر مقال في جلوبال نيوز أن بعض مقاطع الفيديو التي تتضمن اعترافات لمقاتلي حماس كانت تحت الإكراه. في 14 تشرين الثاني (نوفمبر)، قامت وكالة أسوشييتد برس نيوز بتحليل مقطع فيديو اعتراف نشرته إسرائيل وأظهر أن المسلح الأسير كان يتحدث "بشكل واضح تحت الإكراه".
في 19 تشرين الثاني (نوفمبر)، ذكرت شبكة إن بي سي نيوز، التي حللت الاعترافات المزعومة للمسلحين، أنه "من غير الواضح ما إذا كانوا يتحدثون تحت الإكراه". ونفى مسؤولو الشاباك تعذيب المسلحين، لكن اللجنة العامة لمناهضة التعذيب في إسرائيل تؤكد أن الشاباك يستخدم الحرارة والبرودة الشديدة والحرمان من النوم وأوضاع الإجهاد أثناء الاستجواب. وأشارت شبكة إن بي سي نيوز إلى أنه في أحد مقاطع الفيديو الاعترافية، كان المتشدد ملطخًا بالدماء على قميصه وكدمات على وجهه. في 30 تشرين الثاني (نوفمبر)، أُطلق سراح فلسطيني (تتهمه إسرائيل بأنه متشدد) كجزء من عملية تبادل الأسرى، وقال إن الجنود الإسرائيليين طلبوا منه مرارًا وتكرارًا الإدلاء باعترافات "والمسدس موجه إلى رأسي". في 13 ديسمبر/كانون الأول، ذكرت صحيفة نيويورك تايمز أن إسرائيل استجوبت الأطباء والعاملين في غزة تحت الإكراه. وذكرت وزارة الصحة في غزة بالمثل أن الاستجوابات الإسرائيلية لموظفي المستشفى أجريت "تحت الإكراه".